# Suaedoideae
Suaedoideae, nekadašnja potporodica biljaka, dio porodice štirovki. Potporodica je opisana 1934. a u nju su uključena dva roda: jurčica (Suaeda), rod raširen po svim kontinentima s 90 vrsta, i azijski rod Bienertia s ukupno 4 vrste

## Tribusi i rodovi
- Bienertieae Ulbr.
  - Bienertia Bunge ex Boiss.
- Suaedeae Moq.
  - Suaeda Forssk. ex J.F.Gmel.